# Озер Хурмачі
Озер Хурмачі (тур. Özer Hurmacı, нар. 20 листопада 1986) — турецький футболіст, нападник клубу «Акхісар Беледієспор» та національної збірної Туреччини.
Виступав, зокрема, за клуб «Фенербахче», у складі якого став чемпіоном та володарем Кубка Туреччини.

## Клубна кар'єра
Народився 20 листопада 1986 року в Німеччині, де і розпочав займатись футболом. Незабаром родина повернулась до Туреччини, де Озер навчався в академії «Анкараспора». Проте дорослому футболі Хурмачі дебютував 2005 року виступами за «Кечіоренгуджу», куди був відданий в оренду на один сезон, взявши участь у 27 матчах чемпіонату. Після цього ротягом 2006–2009 років захищав кольори «Анкараспора».
Своєю грою привернув увагу представників тренерського штабу «Фенербахче», до складу якого приєднався влітку 2009 року. Відіграв за стамбульську команду наступні три сезони своєї ігрової кар'єри, ставши за цей час національним чемпіоном та володарем кубка.
Влітку 2012 року перейшов в «Касимпашу», де грав до початку 2014 року, поки на півтора сезони не був відданий в оренду в «Трабзонспор». Відтоді встиг відіграти за команду з Трабзона 11 матчів в національному чемпіонаті.

## Виступи за збірні
Протягом 2005–2008 років залучався до складу молодіжної збірної Туреччини. На молодіжному рівні зіграв у 18 офіційних матчах, забив 1 гол.
8 жовтня 2010 року дебютував в офіційних матчах у складі національної збірної Туреччини. Наразі провів у формі головної команди країни 2 матчі.

## Титули і досягнення
- Чемпіон Туреччини (1):

«Фенербахче»: 2010-11
- Володар Кубка Туреччини (1):

«Фенербахче»: 2011-12